# Silvergropen
Silvergropen är en cirkelformad terrängformation i Korsnäs, Finland, som tros vara en nedslagskrater. Diametern är 60 m, åldern cirka 7 500 år.
Man har gjort omfattande undersökningar, bland annat marksonderingar, litostratigrafi, diatom och pollenföljdsundersökningar på platsen.